# ТВК Інсбрук
«ТВК Інсбрук» (нім. HC TWK Innsbruck) — хокейний клуб із Інсбрука, Австрія. Заснований у 1994 році. Виступає в Австрійській хокейній лізі. Домашні матчі приймає на «Olympiaworl», місткістю 8 000 глядачів.

## Історія
Клуб заснований у 1994 році, як ХК «Інсбрук». У 1999 році через зміну головного спонсора команда змінила назву на «ТВК Інсбрук». З сезону 2000–01 «Акули Інсбруку» є постійним учасником найвищого дивізіону Австрії.
Команда постійно виходить до плей-оф але весь час достроково вилітає.
У березні 2009 керівництво клубу оголосило про намір покинути лігу через фінансові проблеми та заявитись до Національної ліги Австрії, другий за значенням дивізіоном.
У першому сезоні в другому дивізіоні «ТВК Інсбрук» фінішував першим за підсумками регулярної першості, а у фіналі серії плей-оф поступились клубу «Форарльберг». Через два роки клуб здобув перемогу в другому дивізіоні. Згодом оголосили про повернення команди з Інсбруку до EBEL ліги.

## Домашня арена
Домашні матчі клуб проводить в комплексі «OlympiaWorld Інсбрук», який приймав матчі Зимових Олімпійських ігор 1964 та 1976 років. «Олімпіагалле» є основною ареною для «ТВК Інсбрук», сам стадіон був відремонтований до чемпіонату світу з хокею 2005 року.
У 2005 клуб також виступав на малій спортивній арені «Тіроль Айс Арена», яка вміщує 3,200 глядачів.